# Okładka

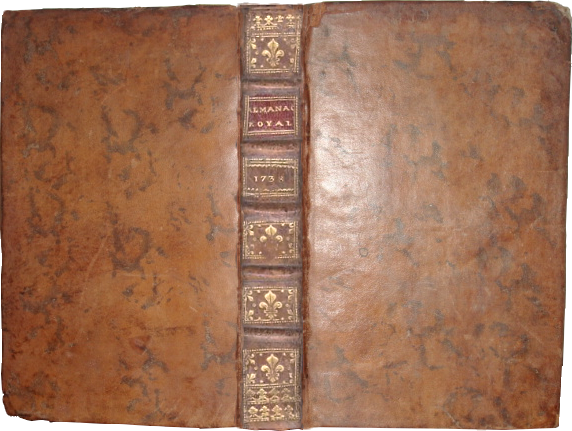
Skórzana okładka francuskiej książki z 1738

Okładka – zewnętrzny element książki, trwale połączony z blokiem książki (inaczej wkładem z połączonych składek). Główną funkcją okładki jest ochrona wkładu przed uszkodzeniami mechanicznymi. Składa się ona z przedniej i tylnej karty oraz grzbietu. Materiały wykorzystywane do jej budowy to najczęściej: papier, karton, tektura i tworzywa sztuczne. W ujęciu wydawniczym cena książki jest zależna od rodzaju okładki, dlatego za książkę w miękkiej oprawie zapłacimy mniej, niż za tę w twardej. Okładka jest wizytówką książki, dlatego jej wykonanie powinno zachęcać czytelnika do lektury i w odpowiedni sposób informować go o treści książki.

## Zarys historyczny
Okładka stała się integralną częścią książki dopiero około drugiej połowy XIX w. Wcześniej rękopisy oraz druki były produkowane bez okładek, a oprawą zajmowali się wyspecjalizowani rzemieślnicy zwani introligatorami. Do oprawy książki służyły różne materiały np. w średniowieczu okładki rękopisów były tworzone z drewna. W późniejszych wiekach wykorzystywano również garbowaną skórę, kamienie szlachetne, złoto oraz srebro. Okładki wykonane z drogocennych materiałów miały zachwycać przepychem, a także wskazywać na wysoki status osoby posiadającej pięknie zdobioną książkę. Takie okładki nie pełniły funkcji reklamowej, informacyjnej czy komunikacyjnej, ponieważ setki lat temu nie było to wymagane. Wynikało to z wartości i sposobu dystrybucji książek. W średniowieczu manuskrypty były na tyle cenne, że za równowartość jednej książki można było nabyć kilka wsi. Po wynalezieniu druku książki stały się towarem dostępniejszym, ale książki były dobrem przeznaczonym dla osób potrafiących czytać, których odsetek nadal był niewielki. Dopiero w okresie rewolucji przemysłowej produkcję książek rozpoczęto na szeroką skalę, a wiązało się to ze zmianą standardów druku. Drukarze odeszli od praktyk rzemieślniczych na rzecz zmechanizowanego systemu druku. Jednym z elementów procesu poligraficznego było nadawanie książce oprawy, która stała się już integralną częścią każdej publikacji. W XX w. powstawały już ilustrowane okładki nakładowe. Ich celem, w przeciwieństwie do opraw introligatorskich, jest zareklamowanie dzieła oraz przekazanie podstawowych informacji o książce. Równie istotna jest kompozycja graficzna na okładce, która w założeniu ma zachęcić potencjalnego czytelnika do zakupu książki.

## Rodzaje okładek ze względu na ich budowę

### Oprawy twarde

#### Oprawa twarda tradycyjna
W tradycyjnym ręcznym sposobie oprawiania książek każdą składkę zszywa się pojedynczo, kolejnym krokiem jest zszycie wszystkich składek razem oraz dodatkowo sklejenie. Zebrane składki tworzą blok książki, który kształtuje się tak, aby grzbiet miał formę półkola. Wykorzystane nici są osłaniane przy pomocy muślinu, przykleja się je do grzbietu bloku. Ostatnim krokiem jest naklejenie na muślin pasków dosyć mocnego lnu. 

#### Oprawa twarda przemysłowa
Książki posiadające tego rodzaju okładkę są mniej wytrzymałe niż te tworzone metodą rzemieślniczą, ale za to ich wykonanie jest szybsze, a co najważniejsze tańsze. Wszystkie elementy z lnu i muślinu są zamieniane na tańsze substytuty takie jak paski z gazy lub włókniny. Różnica dotyczy też zszytego wkładu, który przykleja się do okładzin przy pomocy wklejek.

### Oprawy miękkie

#### Oprawa klejona
Składki tworzące blok książki nie są zszywane, ich mocowanie polega na przyklejeniu do grzbietu wkładu, który jest nacinany w celu lepszego rozprowadzenia kleju do każdego arkusza. Jest to tańszy, lecz mniej wytrzymały sposób oprawiania książek.

#### Oprawa szyta
Składki, podobnie jak w twardej oprawie, są zszywane pojedynczo, a następnie wszystkie razem. Okładkę poddaje się procesowi bigowania. Następnym krokiem jest sklejanie z wkładem książki. Ta forma oprawy jest o wiele bardziej wytrzymała od oprawy klejonej.    

## Funkcje okładki

### Informowanie
Okładka powinna zawierać następujące informacje: 
- tytuł dzieła (także na grzbiecie okładki),
- nazwisko autora lub autorów (także na grzbiecie okładki),
- nazwa wydawnictwa (także na grzbiecie okładki),
- przy wydawnictwach zwartych wielotomowych umieszczany jest także numer tomu,
- cena książki oraz kod kreskowy,
- kod ISBN,
- teksty promocyjne (opcjonalnie).

W przypadku wydań uzupełnionych o obwolutę wydawca może zrezygnować z umieszczenia na okładce wszystkich informacji, o ile znajdą się one na obwolucie.

### Reklamowanie

#### Teksty promocyjne
Wydawca, aby zwiększyć możliwości sprzedaży książki, często korzysta z tekstów promocyjnych umieszczonych bezpośrednio na okładce, takich jak:
- blurb – krótki tekst reklamowy, którego celem jest zainteresowanie treścią książki potencjalnego czytelnika,
- shoutline – to najczęściej zdanie lub wybrany fragment recenzji zachwalający publikacje,
- strapline – to krótka informacja o wydawcy, także o nagrodach i wyróżnieniach, jakie otrzymała książka,
- biogram – prezentacja autora książki.

#### Projekt graficzny okładki
Za wygląd publikacji, a w tym również okładki, jest odpowiedzialny projektant graficzny. Drugą ważną postacią jest wydawca książki, który wybiera grafika oraz zatwierdza jego pracę. Niestety częstą praktyką jest zlecanie składu tekstu i projektu okładki dwóm różnym osobom. Może to prowadzić do zaburzenia spójności pomiędzy projektem layoutu i okładki. Zadaniem grafika jest zaprojektowanie szaty graficznej książki i okładki, tak aby współgrały z treścią książki. Patrząc na okładkę, czytelnik nie powinien mieć wątpliwości, z jakiego rodzaju dziełem obcuje. Projekt jest tworzony przez grafika, który nadaje mu swój własny styl, wykorzystując m.in. typografię, elementy graficzne powiązane z tematem dzieła np. w kryminale są to ślady krwi, odciski palców lub rozbita szyba, kolaże fotograficzne, kolorystyka. Ciekawym rozwiązaniem jest zastosowanie technik poligraficznych pozwalających na użycie np. tłoczeń, dobranie nietypowego pantonu barw lub lakierów. 
Przy tworzeniu projektu okładki grafik przede wszystkim powinien wziąć pod uwagę materiał źródłowy. Niekiedy jednak okładka jest robiona pod szablon odpowiadający książkom danego typu. Przykładowo w okładkach książek reportażowych często wykorzystuje się zdjęcia lub kolaże fotograficzne, co wynika z chęci realistycznego przedstawienia wydarzeń.  

### Komunikacja
Okładka jest elementem książki każdej z jej form wydawniczych, tradycyjnej (papierowej) i elektronicznej. Oprawa wraz z blokiem tekstu stanowią nierozerwalną i integralną całość tak pod względem fizycznym, jak treściowym. Pierwsza strona okładki jest częścią najbardziej reprezentatywną, odpowiada za komunikację z potencjalnym czytelnikiem. W momencie nawiązania z nim kontaktu okładka staje się komunikatem, którego celem jest dostarczenie informacji oraz zaciekawienie odbiorcy.  Na zniekształcenie komunikacji może wpłynąć wiele czynników, na które projektant okładki, wydawca, a także księgarz nie mają wpływu. Projekt graficzny powinien opracować okładkę w taki sposób, aby komunikat został prawidłowo zrozumiany.